# Heiratskreis
Als Heiratskreis wird ein räumlich und sozial begrenztes Umfeld bezeichnet, aus dem in der Regel der Partner für eine Eheschließung gewählt wird. Für jede soziale Schicht, Klasse, Berufsgruppe oder ähnliche Einteilung lässt sich für einen bestimmten geschichtlichen Zeitraum der jeweilige soziale Heiratskreis bestimmen und beschreiben; dabei sind Besitz, gesellschaftlicher Stand und Bildung zumeist die wichtigsten Kriterien. Vor allem die Heiratspolitik von adligen wie auch der Familien des Groß- und Bildungsbürgertums und der wohlhabenden Bauern war darauf ausgerichtet, die wirtschaftliche Grundlage der Familie zu erhalten und zu vermehren und die Nachkommen entsprechend auszustatten und zu platzieren.
Als Grundregel für soziale Heiratskreise gilt: Wohlhabende Familien der Oberschicht heiraten untereinander oder in die Mittelschicht ein; Mittelschichten heiraten unter sich oder nach oben und unten; Besitzlose und Arme heiraten unter sich oder in die Mittelschicht auf (siehe auch Sozialer Aufstieg, Soziale Mobilität, Isogamie: Heirat in der gleichen sozialen Schicht, Anisogamie: „Hinaufheiraten“). Durch Eheschließungen innerhalb eines Heiratskreises werden extreme soziale Unterschiede also nicht überbrückt. Das gilt auch für die Kriterien Bildung und hinsichtlich der Machtstellung in der Gesellschaft.
Auch die räumliche Mobilität mit der entsprechenden Wahl eines Ehepartners an unterschiedlichen Orten war geschichtlich stark berufs- und sozialbezogen. Für manche Berufe wie die Glasmacher war Abwandern oft eine Voraussetzung, um anderswo einen Arbeitsplatz zu finden und damit eine Existenz für eine Heirat zu gründen (siehe Wanderberufe, Auswanderung). Während Bauern, Gärtner oder Häusler ihren Ehepartner zumeist im selben Dorf oder in einem Nachbardorf im Umkreis von 5 bis 10 Kilometer fanden (wobei die Wahrscheinlichkeit mit der Entfernung abnahm), stammten die Ehepartner von ländlichen Handwerkern aus einer Entfernung von bis zu 20 Kilometern; städtische Handwerker hingegen fanden Heiratspartner am ehesten in den Nachbarstädten gleicher Größenordnung (siehe auch das System der zentralen Orte). Räumlich noch weiter ausgreifende Heiratskreise zeichnen das Besitz- und Bildungsbürgertum aus, die evangelischen Pfarrer einschließend.
Durch Seuchen, Kriege und Verfolgungen (siehe auch Heimatvertriebene, Exulanten) oder außerordentliche Veränderungen der wirtschaftlichen Strukturen werden die üblichen Muster der räumlichen Mobilität durchbrochen (siehe Ortsfremde).